# Fairy Tail the Movie: Phoenix Priestess
Fairy Tail the Movie: Phoenix Priestess (劇場版 FAIRY TAIL 鳳凰の巫女 Gekijōban Fearī Teiru: Hōō no Miko?) är en japansk animerad film baserad på Hiro Mashimas manga Fairy Tail. Filmen hade premiär i Japan den 18 augusti 2012.

## Rollista
| Figur           | Japanska         | Engelska             |
| --------------- | ---------------- | -------------------- |
| Natsu Dragneel  | Tetsuya Kakihara | Todd Haberkorn       |
| Lucy Heartfilia | Aya Hirano       | Cherami Leigh        |
| Happy           | Rie Kugimiya     | Tia Ballard          |
| Gray Fullbuster | Yūichi Nakamura  | Newton Pittman       |
| Erza Scarlet    | Sayaka Ōhara     | Colleen Clinkenbeard |
| Wendy Marvell   | Satomi Satō      | Brittney Karbowski   |
| Carla           | Yui Horie        | Jad Saxton           |
| Gajeel Redfox   | Wataru Hatano    | David Wald           |
| Panther Lily    | Hiroki Tōchi     | Rick Keeling         |
| Éclair          | Aya Endō         | Jessica Calvello     |
| Momon           | Mika Kanai       | Tiffany Grant        |
| Duke Cream      | Kōki Miyata      | Scott Zenreich       |
| Dist            | Shōtarō Morikubo | Taliesin Jaffe       |
| Cannon          | Kōji Ishii       | Kyle Hebert          |
| Coordinator     | Hitomi Nabatame  | Shelley Calene-Black |
| Chase           | Kōji Yusa        | Jason Liebrecht      |
| Mayor of Dasuma | Hidehiko Masuda  | Ian Ferguson         |
| Geese           | Keisuke Okada    | David Matranga       |
| Risa            | Risa Yoshiki     |                      |